# Sybra cinerea
Sybra cinerea là một loài bọ cánh cứng trong họ Cerambycidae.